# Penelope (Cimarosa)
Penelope (Penélope en español) es una ópera en dos actos con música de Domenico Cimarosa y libreto en italiano de Giuseppe Maria Diodati. Se estrenó en el teatro del Fondo de Nápoles el 26 de diciembre de 1794. El tema está sacado de la Odisea de Homero. Fue dedicada al rey Fernando IV.
Cimarosa recicló parte de la música en el drama sacro San Filippo Neri che risuscita Paolo Massimi ("San Felipe Neri que resucita a Paolo Massimi").

## Personajes
| Personaje            | Tesitura                     | Reparto del estreno |
| -------------------- | ---------------------------- | ------------------- |
| Penelope (Penélope)  | soprano                      | Elena Cantoni       |
| Ulisse (Ulises)      | tenor                        | Matteo Babini       |
| Telemaco (Telémaco)  | soprano (papel con calzones) | Luisa Negli         |
| Evenore (Evenor)     | bajo                         | Antonio Razzani     |
| Arsinoe (Arsínoe)    |                              | Rosa Martinelli     |
| Perimede (Perimedes) | tenor                        | Filippo Martinelli  |

## Piezas escénicas
- Va', non ti temo barbaro (aria de Penelope - acto I)
- Non ho più costanza (dúo entre Penelope y Telemaco - acto I)
- Ma se il labbro (recitativo y aria de Telemaco - acto I)
- Barbari alfin cadeste (recitativo y aria de Ulisse - acto I)
- Smarrita quest'alma (aria de Ulisse - acto II)
- Da questo lido sgombri (dúo entre Ulisse y Evenore - acto II)